# Hontheim (Sellerich)

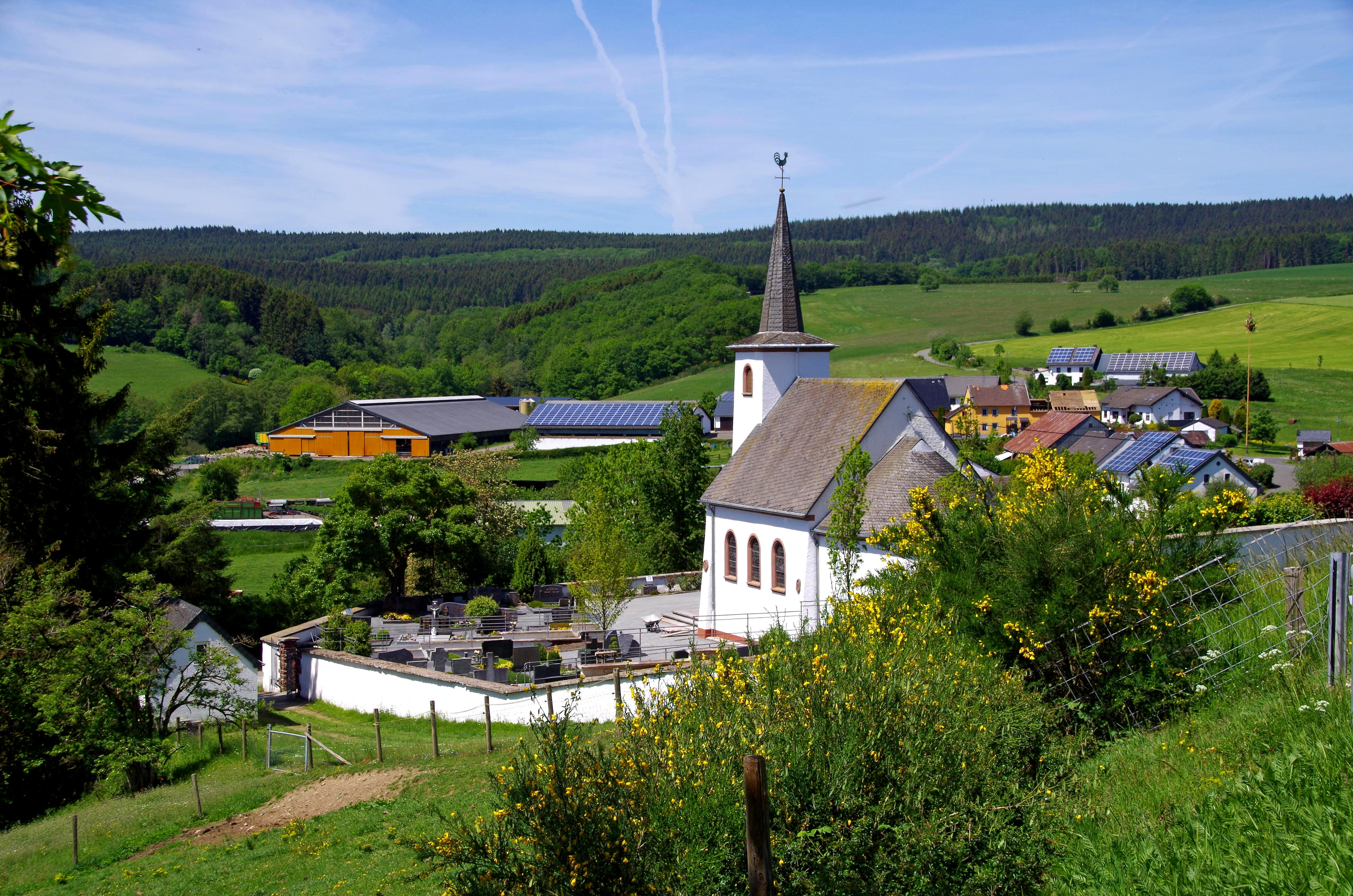
Hontheim mit St. Lambertuskirche

Hontheim ist ein Ortsteil der Ortsgemeinde Sellerich im Eifelkreis Bitburg-Prüm in Rheinland-Pfalz.

## Geographische Lage
Hontheim liegt im Tal des Mönbachs, der durch den Ort fließt. Die Kreisstraße 110 und die Landesstraße 17 verlaufen ebenfalls durch die Ortslage. Direkt im Süden grenzt das Dorf an den Hauptort Sellerich.

## Geschichte
Zwischen 1933 und 1945 existierte nördlich des Ortes das Reichsarbeitsdienstlager Hontheim. Ab 1935 mussten dort junge Männer vor dem Wehrdienst einen Arbeitsdienst ableisten. Ab ca. 1939 mussten auch Frauen zum Arbeitsdienst. Erhalten ist davon nur noch das Eingangstor.

## Kultur und Sehenswürdigkeiten
Siehe auch: Liste der Kulturdenkmäler in Sellerich

### Bauwerke
- Die römisch-katholische Filialkirche St. Lambertus[3]
- Marienkapelle nördlich des Ortes am Rande eines Waldes, 1948 erbaut[4]
- Ehemaliges, heute bewohntes Backhaus aus der zweiten Hälfte des 18. Jahrhunderts[5]
- Ehemaliges Reichsarbeitsdienstlager nördlich von Hontheim
- Vier Wegekreuze auf dem Gemeindegebiet

### Naherholung
Die Region um Sellerich ist vor allem auch als Ort für Urlauber bekannt. In Hontheim sind ein Ferienhaus sowie ein Bauernmarktbetrieb ansässig.